# Philippe Thys
Philippe Thys (Anderlecht, 8 oktober 1889  – Brussel, 16 januari 1971) was een Belgische wielrenner. "De Basset", zoals hij werd genoemd, was prof van 1912 tot 1927.

## Biografie
In 1911 won Thys het Circuit Française Peugeot, een wedstrijd die vergeleken kan worden met de huidige Ronde van de Toekomst.
Hij was de eerste renner die de Ronde van Frankrijk driemaal wist te winnen, te weten in 1913, 1914 en 1920.
Er hadden er zeker nog meer in gezeten, als de Eerste Wereldoorlog hem niet van de beste jaren van zijn wielercarrière had beroofd, aldus Henri Desgrange bij de huldiging van Thys in 1920.
Naar eigen zeggen stond hij aan de wieg van de gele trui: zijn manager zou hem gevraagd hebben een trui in die kleur te dragen, zodat het publiek hem kon herkennen als leider van het klassement. Alhoewel er geen redenen zijn om aan zijn woorden te twijfelen, dateert de invoering van de gele trui van veel later en was de Fransman Eugène Christophe de eerste drager in 1919.
Philippe Thys won ook Parijs-Tours in 1917 en 1918, de Ronde van Lombardije in 1918 en was Belgisch kampioen veldrijden in 1910.
In 1921 won hij het Criterium der Azen. In 1922 en 1923 schreef hij zijn naam op de erelijst van Parijs-Lyon.
Hij kon winnen in het veld, op de weg en op de baan. Dat bewees hij in 1919 toen hij met Marcel Dupuy de Zesdaagse van Brussel won.
Tijdens de Eerste Wereldoorlog diende Philippe Thys bij de Franse luchtmacht. Na zijn wielercarrière werd hij garagehouder, fietsenhandelaar en organisator van autoreizen.

## Overwinningen
1910
- Belgische Kampioen Veldrijden, elite

1911
- Tour de France des Indépendants

1913
- 6e etappe Tour de France
- Eindklassement Tour de France

1914
- Parijs-Menin
- 1e etappe Tour de France
- Eindklassement Tour de France

1917
- Parijs-Tours
- Ronde van Lombardije

1918
- Tours-Parijs
- Brussel Zesdaagse samen met Marcel Dupuy

1920
- 2e etappe Tour de France
- 9e etappe Tour de France
- 12e etappe Tour de France
- 13e etappe Tour de France
- Eindklassement Tour de France

1921
- Criterium des As

1922
- Parijs-Lyon samen met Jean Alavoine
- 4e etappe Tour de France
- 8e etappe Tour de France
- 9e etappe Tour de France
- 10e etappe Tour de France
- 15e etappe Tour de France

1923
- Parijs-Lyon samen met Jean Alavoine en Nicolas Frantz

1924
- 3e etappe Tour de France (gedeeld)
- 9e etappe Tour de France

1927
- Limburgse Dageraad

## Resultaten in voornaamste wedstrijden

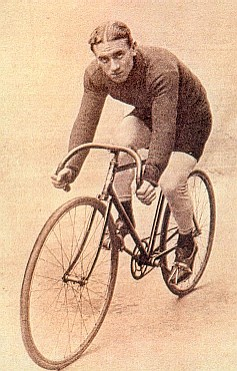
Philippe Thys

| Jaar | Ronde van Italië | Ronde van Frankrijk | Ronde van Spanje |
| ---- | ---------------- | ------------------- | ---------------- |
| 1912 |                  | 6e                  |                  |
| 1913 |                  | ↑ (1)               |                  |
| 1914 |                  | ↑ (1)               |                  |
| 1917 |                  |                     |                  |
| 1919 |                  | opgave              |                  |
| 1920 |                  | ↑ (4)               |                  |
| 1921 |                  |                     |                  |
| 1922 |                  | 14e (5)             |                  |
| 1923 |                  |                     |                  |
| 1924 |                  | 11e (2)             |                  |
| 1925 |                  | opgave              |                  |
| 1926 |                  |                     |                  |

| Jaar | Milaan-San Remo | Ronde van Vlaanderen | Parijs-Roubaix | Ronde van Lombardije | Parijs-Tours |
| ---- | --------------- | -------------------- | -------------- | -------------------- | ------------ |
| 1912 | 28e             |                      | 48e            |                      |              |
| 1913 |                 |                      |                |                      |              |
| 1914 |                 |                      |                |                      | ↑            |
| 1917 |                 |                      |                | ↑                    | ↑            |
| 1919 |                 | 10e                  | ↑              |                      | 12e          |
| 1920 |                 | 24e                  | 19e            |                      | opgave       |
| 1921 | 10e             |                      | 15e            |                      |              |
| 1922 |                 | 5e                   |                |                      | 29e          |
| 1923 |                 | 40e                  |                |                      | 8e           |
| 1924 |                 | opgave               | 7e             |                      |              |
| 1925 |                 |                      |                |                      |              |
| 1926 |                 | 23e                  |                |                      |              |